# Huxham
Huxham – wieś i civil parish w Anglii, w Devon, w dystrykcie East Devon. W 2001 civil parish liczyła 78 mieszkańców. Huxham jest wspomniana w Domesday Book (1086) jako Hochesham/Hochesam.